# Tapinoma rectinotum
Tapinoma rectinotum este o specie de furnică din genul Tapinoma. Descrisă de Wheeler în 1927, specia este endemică pentru China.